# برند اشتانگه
بِرند والتر اشتانگه (انگلیسی: Bernd Walter Stange؛ زادهٔ ۱۴ مارس ۱۹۴۸) سرمربی آلمانی تیم ملی فوتبال سوریه است.
او سابقهٔ مربی‌گری تیم ملی عراق در دوران صدام حسین و پس از حملهٔ آمریکا به این کشور را در کارنامهٔ خود دارد. تیم ملی المپیک عراق با حضور اشتانگه توانست به المپیک ۲۰۰۴ یونان صعود کند.